# Rinorea gossweileri
Rinorea gossweileri är en violväxtart som beskrevs av Arthur Wallis Exell. Rinorea gossweileri ingår i släktet Rinorea och familjen violväxter. Inga underarter finns listade i Catalogue of Life.